# Чиљијано (Напуљ)
Чиљијано је насеље у Италији у округу Напуљ, региону Кампанија.
Према процени из 2011. у насељу је живело 342 становника. Насеље се налази на надморској висини од 162 м.